# Ministerio de Petróleo y Recursos Naturales
El Ministerio de Petróleo y Recursos Naturales es un ministerio del gobierno de Pakistán responsable de asegurar la disponibilidad y seguridad del suministro de petróleo y gas natural para el desarrollo económico y las necesidades estratégicas del país, así como coordinar el desarrollo de la explotación de los recursos mineros, naturales y energéticos. Su titular es el ministro Shahid Khaqan Abbasi.

## Secciones
El Ministerio de Petróleo y Recursos Naturales divide sus labores entre seis secciones:
- Dirección general de gas natural.
- Dirección general de gas natural licuado y gas licuado de petróleo.
- Dirección general de aceites.
- Dirección general de concesiones de petróleo.
- Sección de administración y recursos humanos.
- Sección de proyectos conjuntos internacionales.

## Organizaciones

### Servicio geológico de Pakistán
El Servicio geológico de Pakistán es una institución autónoma bajo la supervisión del Ministerio de Petróleo y Recursos Naturales, cuya tarea es realizar avances en los conocimientos geocientíficos y realizar estudios sistemáticos sobre la cartografía y topografía del país.

### Government Holdings Private Limited
Government Holdings Private Limited (GHPL) es una compañía propiedad del gobierno de Pakistán registrada en el año 2000. Opera bajo la supervisión del Ministerio de Petróleo y Recursos Naturales. La compañía fue creada con el propósito de separar las funciones regulatorias y comerciales del gobierno para aumentar la eficiencia en la administración de la exploración y producción de petróleo así como facilitar los proyectos conjuntos con otras empresas.